# علوم اعصاب فرگشتی
علوم اعصاب فرگشتی یا علوم اعصاب تکاملی (به انگلیسی:Evolutionary neuroscience) مطالعه علمی تکامل دستگاه‌های عصبی است. عصب شناسان تکاملی فرگشت و تاریخچه طبیعی ساختار دستگاه عصبی و همچنین عملکردها و خواص نوظهور آنها را بررسی می‌کنند. این رشته از مفاهیم و یافته‌های علوم اعصاب و زیست‌شناسی فرگشتی استفاده می‌کند. از نظر تاریخی، بیشتر کارهای تجربی در حوزه کالبدشناسی تطبیقی بوده‌است و مطالعات امروزین اغلب از روش‌های تطبیقی/مقایسه‌ای فیلوژنتیک استفاده می‌کنند. امروزه روش‌های زادگیری گزینشی و فرگشت آزمایشی/تجربی نیز در حال استفاده روزافزون است.
از نظر مفهومی و نظری، این رشته به حوزه‌های متنوعی مانند ژنومیک شناختی، نوروژنتیک، علوم اعصاب تکوینی-رشدی، رفتارشناسی عصبی ، روان‌شناسی تطبیقی، زیست‌شناسی فرگشتی-تکوینی، علوم اعصاب رفتاری، علوم اعصاب شناختی، بوم‌شناسی رفتاری، انسان‌شناسی  زیستی و زیست‌جامعه‌شناسی مرتبط است.
دانشمندان علوم اعصاب فرگشتی تغییرات در ژن‌ها، آناتومی، فیزیولوژی و رفتار را برای مطالعه تکامل تغییرات در مغز را بررسی می‌کنند. دانشمندان این حوزه فرآیندهای زیادی از جمله تکامل دستگاه‌های صوتی، بصری، شنوایی، چشایی و یادگیری و همچنین تکامل و توسعه زبان را مورد توجه و مطالعه قرار می‌دهند. علاوه بر این، دانشمندان علوم اعصاب تکاملی تکامل نواحی یا ساختارهای خاص در مغز مانند بادامه مغز، مغز قدامی و مخچه و همچنین قشر حرکتی یا قشر بینایی را مطالعه می‌کنند.

## نمونه‌ای از محققان این حوزه
- جان آلمن
- ویلیام اچ. کالوین
- پل سیسک
- ترنس دیکن
- مرلین دونالد
- جان کاس
- گلن نورثکات
- گئورگ اف استریدتر
- سوزانا هرکولانو هوزل
- لودویگ ادینگر
- جی. کارل هوبر
- الیزابت سی. کراسبی
- جی بی جانستون
- سی. جادسون هریک
- گرافتون الیوت اسمیت
- جورج ای. کوگیل
- نیلز هولمگرن
- جیمز دبلیو پاپز
- اولاف لارسل
- تیلی ادینگر
- دوروتی ال چنی